# Rejon nowosybirski
Rejon nowosybirski (ros Новосибирский район) – rejon będący jednostką podziału administracyjnego rosyjskiego obwodu nowosybirskiego. Jest to najmniejszy rejon obwodu, ale jednocześnie zamieszkuje go największa liczba ludności. Miasto Nowosybirsk nie jest jego częścią.

## Historia
Historia rejonu związana jest w historią miasta Nowosybirska. Rejon został sformowany przez władze sowieckie w 1929 roku i wówczas jeszcze Nowosybirsk leżał w jego administracyjnych granicach. Zmieniło się to w 1939 roku, gdy miasto zostało wydzielone i zyskało własną podmiotowość, a rejon zajął tereny okalające metropolię i część jej przedmieść. Jego całkowita powierzchnia była nieznacznie większa od obecnej i wynosiła 2310 kilometrów kwadratowych, w jego granicach znajdowało się m.in. miasto Bierdsk, a obszar ten zamieszkiwało 54 800 ludzi. Mieszkańcy trudnili się głównie rolnictwem, poza Bierdskiem znajdowało się tu jedno osiedle typu miejskiego i 13 sielsowietów. Po agresji Niemiec na Związek Radziecki w 1941 roku na front udało się 13 tysięcy mieszkańców rejonu nowosybirskiego, a na jego tereny ewakuowano kilkanaście zakładów przemysłów z zachodu kraju. Po wojnie rozwijano głównie rolnictwo oraz budownictwo mieszkaniowe, usytuowano tu także kompleksy badawczo-techniczne instytutów naukowych związanych z naukami przyrodniczymi oraz rolnictwem.

## Charakterystyka
Rejon położony jest w środkowej części obwodu i otacza on w całości jego stolicę, miasto Nowosybirsk. Jest to rejon o największej liczbie mieszkańców spośród wszystkich rejonów obwodu nowosybirskiego i o największej gęstości zaludnienia. Przez teren rejonu przepływa rzeka Ob, a rejon leży nad brzegami Zbiornika Nowosybirskiego. Siedzibą władz rejonowej administracji jest Nowosybirsk, ale samo miasto nie jest częścią rejonu, podzielony jest on natomiast na jedno osiedle typu miejskiego (Krasnoobsk) oraz 17 osiedli wiejskich (sielsowietów). Tereny wykorzystywane pod rolnictwo to 105 787 hektarów, nieużytki to 12 395 hektarów, a tereny leśne to 28 365 hektarów. Rejon posiada złoża minerałów, m.in. rezerwy sięgające 19 milionów ton piasku, 10 milionów ton tłoczenia i 5 milionów ton gliny. Główną gałęzią miejscowej gospodarki jest rolnictwo. W latach 1950–1960 zlokalizowano na tych ziemiach pola uprawne ziemniaków i różnych warzyw. Bliskość nowosybirskiej metropolii sprawia, że region bardzo dynamicznie się rozwija, nie tylko w dziedzinie rolnictwa. Pozostaje on mimo wszystko zapleczem żywnościowym i rolniczym dla miasta i dostarcza mu większość płodów rolnych. W 2010 roku rejon wyprodukował produkty rolne o łącznej wartości 5,428 miliardów rubli, co pod tym względem stawia go na pozycji lidera wśród wszystkich rejonów obwodu. W 2010 roku wyprodukowano tu m.in. 94 000 ton zbóż, 17,85 000 mleka i 36,2 000 mięs. 52,6% terenów rejonu zajmowane jest przez ziemie o charakterze rolniczym. Oprócz rolnictwa na terenie rejonu zlokalizowanych jest także 20 średniej wielkości zakładów przemysłowych. Zajmują się one głównie przetwórstwem żywności, ale także swe siedziby mają tu producenci piwa czy oddział Coca-Coli (Coca-Cola HBC Eurasia).
Na terenie rejonu nowosybirskiego działa 48 publicznych szkół różnego szczebla. Znajduje się tu także 20 domów kultury, centralna biblioteka rejonowa z 35 oddziałami oraz amatorski teatr. Opiekę zdrowotną zapewnia 7 szpitali rejonowych, 17 specjalistycznych klinik oraz różnego typu przychodnie i punkty medyczne. Na 10 tysięcy ludzi w rejonie przypada około 25 lekarzy. Od 1969 roku na terenie rejonu działa Syberyjski Oddział Rosyjskiej Akademii Nauk Rolniczych (wcześniej sowieckiej), składający się z 29 instytutów naukowo-badawczych. W 1979 otwarto tu Centrum Wirologii i Biotechnologii "Vector", jeden z nowocześniejszych tego typu ośrodków w Federacji Rosyjskiej.

## Demografia

### Wiadomości ogólne
Według federalnych statystyk z 2010 roku na obszarze rejonu nowosybirskiego żyło 117 694 ludzi. Liczba ta, mimo wahań, powoli rośnie, bowiem w 1998 roku mieszkało tutaj 112 000 ludzi. W 2011 roku populacja rejonu nowosybirskiego wyniosła 118 659 władze przewidują, że w 2015 roku populacja rejonu wyniesie 119 500 dusz, a w 2020 już 121 000. Przeciętna miesięczna pensja wyniosła 9865 rubli.

### Liczba ludności w ostatnich latach
| Rok  | Liczba ludności |
| ---- | --------------- |
| 1998 | 112 000         |
| 2007 | 112 317         |
| 2008 | 113 578         |
| 2009 | 116 012         |
| 2010 | 117 694         |
| 2011 | 118 659         |